# Manfred Jakubowski-Tiessen
Manfred Jakubowski-Tiessen (* 23. Februar 1948 in Bredstedt) ist ein deutscher Historiker mit dem Schwerpunkt Frühe Neuzeit und emeritierter Professor.

## Leben
Jakubowski-Tiessen studierte als Stipendiat der Studienstiftung des Deutschen Volkes Theologie, Geschichte und Pädagogik an den Universitäten Berlin und Kiel. 1982 wurde er in Kiel promoviert; 1990 habilitierte er sich ebenda. Er war Mitarbeiter beim Max-Planck-Institut für Geschichte in Göttingen und später Professor für Geschichte der Frühen Neuzeit am Seminar für Mittlere und Neuere Geschichte der Universität Göttingen.
Seine Fachgebiete sind Sozial-, Umwelt-, Mentalitäten- und Kirchengeschichte der Frühen Neuzeit.

## Schriften (Auswahl)
- Der frühe Pietismus in Schleswig-Holstein. Entstehung, Entwicklung und Struktur. Göttingen 1983, ISBN 3-525-55802-3.
- Sturmflut 1717. Die Bewältigung einer Naturkatastrophe in der frühen Neuzeit. München 1992, ISBN 3-486-55939-7.
- mit Klaus-Joachim Lorenzen-Schmidt (Hrsg.): Dünger und Dynamit. Beiträge zur Umweltgeschichte Schleswig-Holsteins und Dänemarks. Neumünster 1999.
- (Hrsg.): Bekehrung unterm Galgen. Malefikantenberichte. Leipzig 2011, ISBN 3-374-02855-1.
- mit Jana Sprenger (Hrsg.): Natur und Gesellschaft. Perspektiven der interdisziplinären Umweltgeschichte. Göttingen 2014, ISBN 978-3-86395-152-8.
- Religiöse Weltsichten. Frömmigkeit, Kirchenkritik und Religionspolitik in der Herzogtümern Schleswig und Holstein. Husum 2020, ISBN 978-3-7868-5512-5.